# 山东省济南燕山中学
山东省济南燕山中学，创立于1987年，是位于中华人民共和国山东省济南市历下区的一所公立中学。
截止2023年，学校共有66个教学班，学生3329人及教师234人。

## 学校历史
1987年2月，经济南市政府批准，山东省济南燕山中学建校，初始校名为“山东省济南甸柳第二中学”；同年七月，被确认为初中学校。1992年，获得济南市教育委员会批准后，学校由“山东省济南甸柳第二中学” 更名为“山东省济南燕山中学”。2002年，学校与济南燕山小学合并，建立九年一贯制的山东省济南燕山学校。2009年，学校兼并开元中学，并于2012年6月迁入现校区燕子山路36号。2021年12月28日，学校新教学楼投入使用。2022年1月，学校与济南燕山小学分立；同年3月，更名为“山东省济南燕山中学”。

## 知名校友
- 张璐[11]

## 外部連結
- 领导班子